# Anthony Le Tallec
Anthony Le Tallec (Hennebont, Morbihan, Francia; 3 de octubre de 1984) es un exfutbolista francés que se desempeñaba en la posición de delantero.
Integró el plantel de su selección en la Copa Mundial sub-17 de 2001 en la cual salió campeón, convirtiendo un gol en la final ante Nigeria.

## Clubes
| Club                   | País       | Año       |
| ---------------------- | ---------- | --------- |
| Liverpool              | Inglaterra | 2002-2008 |
| Le Havre (cedido)      | Francia    | 2002-2003 |
| Saint-Étienne (cedido) | Francia    | 2004-2005 |
| Sunderland (cedido)    | Inglaterra | 2005-2006 |
| Sochaux (cedido)       | Francia    | 2006-2007 |
| Le Mans (cedido)       | Francia    | 2007-2008 |
| Le Mans                | Francia    | 2008-2010 |
| Auxerre                | Francia    | 2010-2012 |
| Valenciennes FC        | Francia    | 2012-2015 |
| Atromitos FC           | Grecia     | 2015-2017 |
| FC Astra Giurgiu       | Rumania    | 2017      |
| US Orléans             | Francia    | 2018-2019 |
| Annecy FC              | Francia    | 2019-     |

## Palmarés

### Campeonatos nacionales
| Título          | Equipo  | País    | Año  |
| --------------- | ------- | ------- | ---- |
| Copa de Francia | Sochaux | Francia | 2007 |

### Copas internacionales
| Título            | Equipo               | País              | Año  |
| ----------------- | -------------------- | ----------------- | ---- |
| Mundial sub-17    | Selección de Francia | Trinidad y Tobago | 2001 |
| Liga de Campeones | Liverpool            | Inglaterra        | 2005 |

### Distinciones individuales
| Distinción                          | Año  |
| ----------------------------------- | ---- |
| Balón de plata en el Mundial Sub-17 | 2001 |